# Jarosław Kalinowski (żużlowiec)
Jarosław Kalinowski (ur. 1 października 1969 w Gdańsku, zm. 27 kwietnia 1997) – polski żużlowiec.

## Życiorys
Sport żużlowy uprawiał w latach 1988–1994, w barwach klubu Wybrzeże Gdańsk. Największy sukces w karierze odniósł w 1989 r. w Gdańsku, gdzie wspólnie z Jarosławem Olszewskim i Tomaszem Gollobem zdobył złoty medal młodzieżowych mistrzostw Polski par klubowych. W 1990 r. zakwalifikował się do rozegranego w Gorzowie Wielkopolskim turnieju o "Srebrny Kask, zajmując XIV miejsce.
Zginął śmiercią samobójczą przez powieszenie po tym, jak kilka dni wcześniej zamordował własną żonę. Spoczywa na cmentarzu w Sobieszewie (kw. 1, rząd 6, grób 15).